# بورغويلوس ديل كيرو
بلدية بورغويلوس ديل كيرو (بالإسبانية: Burguillos del Cerro)‏, هي إحدى بلديات مقاطعة بطليوس, التي تقع في منطقة إكستريمادورا, والتي تقع في غرب إسبانيا.
يبلغ عدد سكانها 3.248 نسمة وفقاً لإحصائية سنة (2002).

## أعلام
- بورغي